# Wijkia macgregorii
Wijkia macgregorii là một loài Rêu trong họ Sematophyllaceae. Loài này được (Broth. & Geh.) H.A. Crum miêu tả khoa học đầu tiên năm 1971.